# Beney-en-Woëvre
 Beney-en-Woëvre  es una población y comuna francesa, en la región de Lorena, departamento de Mosa, en el distrito de Commercy y cantón de Vigneulles-lès-Hattonchâtel.

## Demografía
| 203 | 173 | 144 | 120 | 119 | 133 |
| Para los censos de 1962 a 1999 la población legal corresponde a la población sin duplicidades (Fuente: INSEE [Consultar]) |     |     |     |     |     |